# Eduard von Schmidlin
Eduard Schmidlin, ab 1844 von Schmidlin, (* 15. April 1804 in Schöntal; † 25. Juli 1869 in Stuttgart) war Beamter und von 1848 bis 1849 amtierender Kultminister des Königreichs Württemberg. 

## Abstammung
Eduard Schmidlin entstammte einer altwürttembergischen Familie der sogenannten Ehrbarkeit, die viele Theologen und Beamte hervorgebracht hatte. Er war der Sohn des späteren  württembergischen Innen- und Kultministers  Christoph Friedrich von Schmidlin (* 1780;  † 1830) und der Karoline Auguste geborene Enßlin  (* 1780; † 1832), Kaufmannstochter  aus Stuttgart.  

## Lebenslauf
Ab dem sechsten Lebensjahr wohnte Eduard Schmidlin in Stuttgart bei seiner Großmutter Auguste Friederike Enßlin geborene Metzler. Nach dem Besuch des Gymnasiums in Stuttgart studierte er von 1822 bis 1825 an der Universität Tübingen Rechtswissenschaften. 1822 wurde er Mitglied der Burschenschaft Germania Tübingen.
Von 1827 bis 1829 übte er die Tätigkeit eines provisorischen Gerichtsaktuars in Calw aus, danach die eines wirklichen Gerichtsaktuars in Heilbronn.  Weitere Stationen seiner Berufstätigkeit waren die Stelle eines Kollegiatshilfsarbeiters  beim Gerichtshof in Tübingen und bei der Regierung des Neckarkreises  in Ludwigsburg. Nach dem Tod seines Vaters im Dezember 1830 holte ihn dessen Amtsnachfolger als Leiter des vereinigten Innen- und Kultministeriums, der Geheimrat  Sixt Eberhard von Kapff, als Mitarbeiter des Kultreferenten Johannes Schlayer ins Ministerium.  1831 erfolgte die Ernennung zum Assessor der Regierung des Schwarzwaldkreises.   Nachdem Schlayer im August 1832 die Leitung der Ministerien von Kapff übernommen hatte, trat Eduard Schmidlin als Nachfolger Schlayers in die Stelle des Kultreferenten. Schmidlin wurde zum Regierungsrat und Assessor der Oberregierung ernannt. Im Oktober  1839 wurde er zum Oberregierungsrat ernannt. Im Nebenamt trat er 1841 in den Vorstand der württembergischen Sparkasse und 1847 in den Vorstand der wissenschaftlichen Sammlungen des Staates (Bibliothek, Naturalienkabinett usw.).  Von 1840 bis 1844 war Schmidlin geschäftsführendes Mitglied des Statistisch Topografischen Bureaus. Im Märzministerium trat Schmidlin 1848 als Stellvertreter Paul Pfizers  de facto an die Spitze des Kultministeriums, da Pfizer durch sein Mandat in der Frankfurter Nationalversammlung und durch Krankheit ständig verhindert war. So musste Schmidlin auch mehrmals im Landtag für die Regierungspolitik sprechen. Eduard Schmidlin leitete das Kultministerium vom 14. August 1848 bis zum 16. September 1849 und trat nach dem Ende des Märzministerium in seine alte Tätigkeit zurück. 1859 übernahm er die Direktion des Studienrats der  Evangelischen Landeskirche.  Im Mai 1861 erfolgte seine Wahl zum Präsidenten des Verwaltungsrats der Lebensversicherungs- und Ersparnisbank. 1866 wurde er Präsident des Konsistoriums der evangelischen Kirche.

## Familie
Im November 1838 heiratete Schmidlin die Stuttgarter Opernsängerin Wilhelmine Haas. Aus der Ehe gingen zwei Söhne und eine Tochter hervor.  Zwei  der  Kinder verstarben bereits in den Jugendjahren, ein Sohn wurde nur 22 Jahre alt. Somit  überlebte keines der Kinder den Vater. Sein Vetter ist der deutsch-schweizerische Revolutionär, Hotelier und Autor Eduard Schmidlin.

## Ehrungen
- 1844 Komtur zweiter Klasse des Ordens der Württembergischen Krone. Damit war der württembergische personengebundene Adelsstand verbunden[2]
- 1866 Komtur I. Klasse des Ordens der Württembergischen Krone[3]
- 1866 Komtur erster Klasse des Friedrichs-Ordens.
- 1856 ernannte ihn die Juristische Fakultät der Universität Tübingen zum Doktor honoris causa.